# Coxcatlán Candelaria
Coxcatlán Candelaria är en ort i Mexiko.   Den ligger i kommunen Ayutla de los Libres och delstaten Guerrero, i den södra delen av landet, 280 km söder om huvudstaden Mexico City. Coxcatlán Candelaria ligger 616 meter över havet och antalet invånare är 394.
Terrängen runt Coxcatlán Candelaria är lite bergig, och sluttar västerut. Runt Coxcatlán Candelaria är det ganska glesbefolkat, med 29 invånare per kvadratkilometer. Närmaste större samhälle är Ayutla de los Libres, 7,9 km nordväst om Coxcatlán Candelaria. I omgivningarna runt Coxcatlán Candelaria växer huvudsakligen savannskog.